# Kvemo Linda
Kvemo Linda (en georgiano: ქვემო ლინდა) o Aladajtui Linda (en abjasio: Аладахьтәи Линда) es una aldea que pertenece a la parcialmente reconocida República de Abjasia, parte del distrito de Sujumi, aunque de iure pertenece al municipio de Sojumi de la República Autónoma de Abjasia de Georgia.

## Toponimia
El nombre histórico del pueblo en estonio es Alam-Linda (en estonio: Alam-Linda) y en ruso, Nizhnaya Linda (en ruso: Нижняя Линда).

## Geografía
Kvemo Linda se encuentra en las estribaciones montañosas de Abjasia, en el lado izquierdo del río Chalbash, a 10 km de Sujumi. Las aldea se administra desde el pueblo de Odishi.  

## Historia
El pueblo fue fundado por los estonios en el siglo XIX.

## Demografía
La evolución demográfica de Kvemo Linda entre 1959 y 1989 fue la siguiente:
| 693                                                 | 659 |
| (Fuente: Population of Abkhazia since Soviet times) |     |

Antes de la guerra de Abjasia, la mayoría de la población local eran georgianos y también había minorías de estonios.En 2011, probablemente ningún estonio viva allí.

## Infraestructura

### Educación
El pueblo tenía su propia escuela y casa de oración, sociedad de canto "Koidula" y coro de canto.

## Personas importantes
- Iván Oja (1909-1997): figura política de la RSS de Estonia.
- Mihkel Soovik (1916-1995): teólogo y clérigo estonio.